# U-365
Unterseeboot 365 foi um submarino alemão do Tipo VIIC, pertencente a Kriegsmarine que atuou durante a Segunda Guerra Mundial.

## Comandantes
| Comandante               | Data                                            |
| ------------------------ | ----------------------------------------------- |
| Kptlt. Heimar Wedemeyer  | 8 de junho de 1943 - 17 de novembro de 1944     |
| Oblt. Diether Todenhagen | 18 de novembro de 1944 - 13 de dezembro de 1944 |

## Subordinação
Durante o seu tempo de serviço, esteve subordinado às seguintes flotilhas:
| Período                                      | Flotilha                                   |
| -------------------------------------------- | ------------------------------------------ |
| 8 de junho de 1943 - 29 de fevereiro de 1944 | 5. Unterseebootsflottille (treinamento)    |
| 1 de março de 1944 - 8 de junho de 1944      | 9. Unterseebootsflottille (serviço ativo)  |
| 9 de junho de 1944 - 13 de dezembro de 1944  | 13. Unterseebootsflottille (serviço ativo) |

## Operações conjuntas de ataque
O U-365 participou das seguinte operações de ataque combinado durante a sua carreira:
- Rudeltaktik Trutz (28 de junho de 1944 - 10 de julho de 1944)
- Rudeltaktik Greif (5 de agosto de 1944 - 18 de agosto de 1944)
- Rudeltaktik Zorn (29 de setembro de 1944 - 1 de outubro de 1944)
- Rudeltaktik Grimm (1 de outubro de 1944 - 2 de outubro de 1944)
- Rudeltaktik Panther (18 de outubro de 1944 - 8 de novembro de 1944)
- Rudeltaktik Stier (25 de novembro de 1944 - 13 de dezembro de 1944)